# Charles Grant, 1. Baron Glenelg
Charles Grant, 1. Baron Glenelg (* 26. Oktober 1778 in Indien; † 23. April 1866 in Cannes, Frankreich) war ein schottisch-britischer Politiker.

## Leben

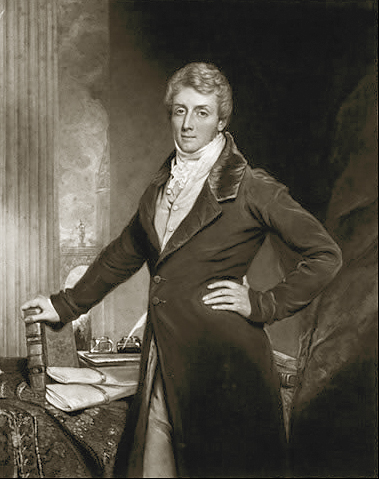
The Lord Glenelg

Charles Grant war der Sohn von Charles Grant, dem Vorstandsvorsitzenden der Ostindienkompanie. Er studierte am Magdalene College der Universität Cambridge, wo er sein Studium 1804 als Master of Arts (M.A.) abschloss und 1802 Fellow wurde. 1807 wurde er an Lincoln’s Inn als Barrister zugelassen. Von 1811 bis 1817 war er für Inverness und Fortrose, 1818 bis 1835 für Inverness-shire Abgeordneter im britischen Unterhaus.
Er erwarb sich einige Reputation als Sprecher des Unterhauses und wurde 1813 zum Lord des Schatzes (Lord of Treasury) ernannt. Er bekleidete dieses Amt, bis er 1819 Lord Lieutenant of Ireland, höchster Beamter von Irland und geheimer Kronrat (Privy Councillor) wurde. 1819 verlieh ihm das Magdalene College die Ehrendoktorwürde als Doctor of Law (LL.D.). 1823 wurde er zum Vizepräsidenten der Handelskammer (Board of Trade) ernannt, von September 1827 bis Juni 1828 war er Präsident des Boards (Handelsminister) und Schatzmeister der Marine (Treasurer of the Navy).
Nachdem er den Whigs beigetreten war, wurde er Präsident des Board of Control (Kontrollbehörde) unter dem 2. Earl Grey und unter Melbourne vom November 1830 bis zum November 1834. Hier war er in erster Linie verantwortlich für das Gesetz von 1833, dass die Zusammensetzung der Regierung Indiens änderte.
Im April 1835 wurde er Kriegs- und Kolonialminister und als Baron Glenelg, of Glenelg in the County of Inverness, in den erblichen Adelsstand erhoben. Mit dem Titel war auch ein erblicher Sitz im Oberhaus verbunden. Seinen Sitz im Unterhaus gab er hierfür auf. Seine Amtszeit verlief sehr stürmisch. Er hatte ernste Differenzen mit Sir Benjamin D’Urban (1777–1849), dem Gouverneur der Kapkolonie, aber noch heftiger waren die Streitigkeiten mit William IV. und anderen über die Verwaltung Kanadas. In seine Amtszeit fielen die Rebellionen von 1837 in Kanada. Seine schwankende und kraftlose Politik wurde im Parlament scharf kritisiert. Vor allem mit dem Earl of Durham lieferte er sich heftige Debatten. Die Bestrebungen, ihn zu ersetzen, fanden sogar unter seinen Kabinettskollegen Anhänger. Lord Glenelg trat im Februar 1839 von seinen politischen Ämtern zurück und erhielt zum Ausgleich eine Pension von 2.000 Pfund im Jahr.
Die letzten Jahre seines Lebens verbrachte er größtenteils im Ausland und starb 1866 unverheiratet in Cannes. Sein Adelstitel erlosch.